# Stożkówka bladozarodnikowa
Stożkówka bladozarodnikowa (Conocybe spiculoides Kühner & Watling) – gatunek grzybów z rodziny gnojankowatych (Bolbitiaceae).

## Systematyka i nazewnictwo
Pozycja w klasyfikacji według Index Fungorum: Conocybe, Bolbitiaceae, Agaricales, Agaricomycetidae, Agaricomycetes, Agaricomycotina, Basidiomycota, Fungi.
Po raz pierwszy opisał go w 1935 r. Robert Kühner we Francji jako Conocybe spicula var. spiculoides. W 1980 r. Roy Watling podniósł go do rangi gatunku.
Polską nazwę zarekomendowała w 2025 r. Komisja ds. Polskiego Nazewnictwa Grzybów przy Polskim Towarzystwie Mykologicznym.

## Występowanie i siedlisko
Najwięcej stanowisk stożkówki bladozarodnikowej podano w Europie, poza nią pojedyncze w Ameryce Północnej. W Polsce po raz pierwszy podano jej stanowiska w 2003 r. podała Izabela Kałucka
Naziemny grzyb saprotroficzny.